# Tharpyna hirsuta
Tharpyna hirsuta är en spindelart som beskrevs av Ludwig Carl Christian Koch 1875. Tharpyna hirsuta ingår i släktet Tharpyna och familjen krabbspindlar. Inga underarter finns listade i Catalogue of Life.